# جامع الصديقة عائشة (الأنبار)
جامع الصديقة عائشة من مساجد العراق القديمة، ويقع قرب ملعب الرمادي، في قضاء الرمادي في محافظة الأنبار، وبني في عام 1385هـ/1966م، ولقد شيد على نفقة المتبرع الحاج دهر الجابري، وتبلغ مساحتهُ 2500م2، ويحتوي الحرم على مصلى واسع يتسع لأكثر من 1000 مصل، وتحيطه النوافذ من كل جانب، وتقام فيهِ صلاة الجمعة وصلاة العيدين والصلوات الخمس.
ومقابل الحرم فسحة طارمة مسقفة بأعمدة ذات أقواس جميلة تم بناؤها على الطراز الإسلامي، وتعلو الحرم قبة مخروطية الشكل، ومقابل المبنى حديقة جميلة وواسعة، ومن ملحقات الجامع قاعة مخصصة للمناسبات الدينية بالإضافة إلى دار سكن للإمام والخطيب. وتم ترميم الجامع عام 2006م.